# Гёйарх
Гёйарх (азерб. Göyarx) — село в Гасангаинском сельском административно-территориальном округе Агдеринского района Азербайджана.

## Этимология
Согласно Энциклопедическому словарю топонимов Азербайджана, село было образовано во второй половине XIX века молоканскими русскими семьями, переселившихся из села Рус-Бориси (ныне Геранбойский район) на берег реки Леванарх. Согласно словарю, название села впоследствии было искажено в форму Левонарх. Согласно этому словарю, в топонимии «лев» используется в значении «снаружи». Слово же «арх» с азербайджанского языка переводится как «арык», «канава», «канавка», «канал».
Постановлением Милли Меджлиса Азербайджанской Республики № 428 от 29 декабря 1992 года село Левонарх, входившее на тот момент в состав Тертерского района, было названо селом Гёярх.

## География
Сёла Гасангая, Чилябюрт, Гёйарх, Маралъянсаров входят в состав Гасангаинского сельского административно-территориального округа Агдеринского района, при этом село Гасангая является центром этого сельского административно-территориального округа.
Село расположено в Карабахской равнине в предгорной местности.

## История
Дата основания села неизвестна. Село было основано во второй половине XIX века молоканами переселившихся из горного села Рус-Бориси (ныне в Геранбойском районе Азербайджана) из-за его сурового климата в предгорья.
В советский период на 1 января 1977 года село называлось Левонарх и входило в состав Ленинаванского (ныне посёлок Шыхарх) посёлкового Совета Мардакертского района Нагорно-Карабахской автономной области (НКАО) Азербайджанской ССР.
2 сентября 1991 года на совместной сессии Нагорно-Карабахского областного и Шаумяновского районного Советов народных депутатов была принята Декларация о провозглашении Нагорно-Карабахской Республики в границах Нагорно-Карабахской автономной области (НКАО) и сопредельного Шаумяновского района Азербайджанской ССР. 26 ноября 1991 года Верховный Совет Азербайджанский Республики принял закон «Об упразднении Нагорно-Карабахской автономной области Азербайджанской Республики». В этом законе помимо упразднения Нагорно-Карабахской Автономной Области (НКАО), было постановлено в том числе также и переименование Мардакертского района в Агдеринский.
В начале Первой карабахской войны село в 1992 году было занято армянскими вооружёнными формированиями. 30 июня 1992 года в ходе летнего наступления азербайджанских войск село вернулось под контроль Азербайджана.
Решением Милли Меджлиса Азербайджанской Республики от 25 августа 1992 года ряд населённых пунктов Агдеринского района были переданы в состав Тертерского района. А решением от 13 октября 1992 года сам Агдеринский район был упразднён, а территория упразднённого района была разделена между Агдамским, Кельбаджарским и Тертерским районами. Таким образом, село стало входить в состав Тертерского района. Решением Милли Меджлиса Азербайджанской Республики № 428 от 29 декабря 1992 года село Левонарх было названо селом Гёярх.
22-25 апреля 1994 года армянские вооружённые формирования вновь заняли село. Во время тех событий азербайджаская армия эвакуировала последних 52 жителей села в сторону Тертера. Таким образом, по итогам Первой карабахской войны село попало под контроль непризнанной Нагорно-Карабахской Республики (НКР) и согласно административно-территориальному делению непризнанной республики располагалось на территории Мартакертского района НКР.
Во время Второй карабахской войны точечным огнём подразделений Вооружённых Сил Азербайджана были уничтожены миномётные расчёты Вооружённых Сил Армении на огневых точках, расположенных в селе Гёйарх. Согласно Трёхстороннему Заявлению в ночь с 9 по 10 ноября 2020 года, подписанному по итогам Второй Карабахской войны, село перешло под контроль Российских миротворческих сил.
По итогам боевых действий в сентябре 2023 года Азербайджан восстановил свой контроль над селом.
27 декабря 2023 года Агдеринский район был восстановлен в прежних границах, Гасангаинский сельский административно-территориальный округ вместе с входящим в него селом Гёйарх вошёл в состав этого района. В настоящее время село Гёйарх входит в состав Гасангаинского сельского административно-территориального округа Агдеринского района Азербайджана.

## Население
До начала Карабахского конфликта начала 1990-х годов население села составляло преимущественно из молокан. До 1970-х годов в селе жили только молокане, позже в общину была принята семья азербайджанцев. По состоянию на 1987 год в селе находилось 67 домов с 220 жителями. Уже в 2005 году в селе никто не жил.

## Экономика
В доконфликтный период в селе действовала школа, от которой сохранились руины. В селе также действовала ферма крупнорогатого скота, виноградники. У жителей также было свое хозяйство, где держали скот, птицу. Жители села жили в достатке.